# اسأنا
اسأنا (تطبيق) (بالإنجليزية: Asana)‏ هو موقع لإدارة المهام والمشاريع. تأسس في عام 2008 هذه الأداة تم إنشاؤها بواسطة داستن موسكوفيتز(احد مؤسسي فيس بوك) وجوستين روزنشتاين. وهي أداة لمساعدة فرق العمل على التخطيط، والتنظيم وإدارة مهامها التنفيذية للمشاريع أو الأعمال التجارية. بنيت في الأساس لمساعدة في تنسيق بين أفراد الفيس بوك. ثم أدرك مؤسسوها أن هذه الأداة يمكن أن تساعد كل فريق أومؤسسة من أجل تحقيق أهدافها.
يسمح لك التطبيق بتقسيم المشروع إلى مهام وتعيينها لأعضاء الفريق الخاص بك وتتبع مدى التقدم والمهام المنجزة . كما يساعد أعضاء الفريق في تقليل الاجتماعات وتجنب رسائل البريد الإلكتروني. سميت على اسم كلمة سنسكريتية تعني "yoga pose".

## تاريخ
ترك موسكوفيتز وروزنشتاين فيس بوك في عام 2008 لبدء اسأنا ، والتي تم إطلاقها رسميًا مجانًا من الإصدار التجريبي في نوفمبر 2011 وتجاريًا في أبريل 2012. أعلنت الشركة أنها أغلقت $ 1.2- مليون جولة ملاك في ربيع عام 2011 ، من مستثمرين من بينهم رون كونواي ، وبيتر ثيل ، وميتش كابور ، وأوين فان ناتا، وشون باركر ، ومدير فيسبوك السابق جيد ستريميل، تليها جولة استثمارية بقيمة 9 ملايين دولار أمريكي بقيادة بنشمارك كابيتال في أواخر نوفمبر 2011.
في 23 يوليو 2012 ، أعلنت جولة تمويل بقيمة 28 مليون دولار من السلسلة B ، بقيادة بيتر ثيل وصندوق المؤسسين، جنبًا إلى جنب مع المستثمرين الحاليين بينشمارك وأندريسن هورويتز و ميتش كابور ، ثم انضم ثيل أيضًا إلى مجلس إدارة اسأنا (3.1 ). وفقًا لمقال في صحيفة نيويورك تايمز وشخص تم إطلاعه على التمويل، قدر المستثمرون الشركة بمبلغ 280 مليون دولار، في 30 مارس 2016 ، أعلنت اسأنا عن جولة تمويل من السلسلة C بقيمة 50 مليون دولار، بقيادة سام ألتمان . وتراوح مستثمرون آخرون من توني هسيه إلى مارك زوكربيرج. بلغت قيمة الجولة الشركة 600 مليون دولار.
في 31 يناير 2018 ، أعلنت اسأنا عن جولة تمويل بقيمة 75 مليون دولار من السلسلة D ، بقيادة جيل إدارة الاستثمار. وقدرت الجولة قيمة الشركة بـ 900 مليون دولار.
اعتبارًا من يناير 2018 ، تطالب اسأنا بأكثر من 35000 عميل دفع، بما في ذلك إيباي و اوبر .
في سبتمبر 2018 ، أعلنت اسأنا أنها وصلت إلى 50000 عميل مدفوع ومعدل نمو إيرادات بنسبة 90٪ على أساس سنوي.
في نوفمبر 2018 ، جمعت الشركة 50 مليون دولار خلال الجولة الخامسة من التمويل، على الرغم من حصولها على 75 مليون دولار أخرى في وقت سابق من نفس العام. بلغت قيمة الجولة أسانا 1.5 مليار دولار. اعتبارًا من نفس الشهر، لم تحقق الشركة أرباحًا بعد.
في سبتمبر 2020 ، تم طرح اسأنا للاكتتاب العام في بورصة نيويورك عبر طرح عام مباشر.

## مميزات اسأنا
سهولة الاستخدام: توفر خدمة أسانا واجهة بسيطة وجذابة تساعد المستخدم على فهم الصورة العامة للعمل ومتابعة مهامه. حيث يمكن إضافة كل مشروع باسمه الخاص مع تحديد أعضاء الفريق المسؤول عنه والمهام الفرعية التابعة له وتوزيعها بسلاسة. ويستطيع كل عضو متابعة الخط الزمني للمشروع وتلقي تنبيهات حول ما تم إنجازه أو حول مواعيد التسليم القريبة.
إمكانية استخدام تطبيقات أخرى: مثل قوقل درايف ودروب بوكس عند أداء المهام وربطها بخدمة أسانا. حيث أن هناك الكثير من التطبيقات المدمجة داخل أسانا مما يسمح بأداء المهمة بسهولة وكفاءة وسرعة وإمكانية تكامل الخدمة مع خدمات أخرى تعمل عليها المنظمة.
إمكانية الاطلاع على تقويم مشترك: ويبين التقويم مواعيد بدء ونهاية كل مهمة وكل مشروع. وهذه الخاصية مناسبة ومثالية للمجموعات الصغيرة والمتوسطة في الحجم حيث يستطيع الجميع متابعة العمل في آن واحد.
الأرشفة: إمكانية أرشفة المشاريع والمهام المنجزة بطريقة يسهل الرجوع إليها عند الحاجة.
تطبيقات الجوال: يتوفر لهذه الخدمة تطبيقات لأجهزة الايفون والأندرويد تسهل عمل الموظف وإنجازه للمهام وتواصله مع الفريق من جواله ومن أي مكان من دون الحاجة للجلوس على الكمبيوتر.